# Линия Тридцатилетия независимости Узбекистана
Линия Тридцатилетия независимости Узбекистана (узб. Oʻzbekiston mustaqilligining oʻttiz yilligi) — четвёртая (полностью надземная) линия Ташкентского метрополитена. Названа в честь 30-летия независимости Узбекистана. В период проектирования и строительства имела временное название Кольцевой.
Режим работы станций линии — с 5:00 до 00:00.

## Проект
Строительство линии было разделено на пять этапов, которые изначально имели следующий участки:
1. «Дустлик» — «Куйлюк» (7 станций), участок введён в эксплуатацию 30 августа 2020 года.
2. «Куйлюк» — «Алмазар»
3. «Алмазар» — «Беруни».
4. «Беруни» — «Бадамзар».
5. «Бадамзар» — «Дустлик».

По проекту, полная протяжённость линии составит 52,1 км. Из них 50,5 км будут проложены над землёй по эстакаде высотой 6 м, и 1,6 км — по земле. Линия будет состоять из 35 станций. Ожидаемое время прохождения всего пути: 1 час 10 минут. Интервал движения составит в среднем 6 минут, средняя скорость — 60 км/ч.

### Изменение
Первый участок «Дустлик» — «Куйлюк» из 7 станций был введён в эксплуатацию 30 августа 2020 года.
Второй участок «Куйлюк» — «Алмазар» заменили на участок из 7 станций «Куйлюк» — «Чинор», тем самым линия пошла южнее от изначально планируемой. Этот участок был завершён в 2024 году.

## История
В начале 2017 года был разработан проект строительства электрифицированной скоростной двухпутной кольцевой железной дороги в Ташкенте. Однако, вскоре этот проект был пересмотрен, и во избежание массовых сносов строений, а также после дополнительного изучения с привлечением иностранных специалистов в этой области, было принято решение о строительстве надземного метро эстакадного типа. Линия частично прошла по тем же улицам, где на момент закрытия проходили ташкентские трамвайные линии маршрутов № 6 и 17.
Строительство линии началось 1 октября 2017 года на участке от станции «Дустлик» Узбекистанской линии до рынка Куйлюк. В период строительства линия носила неофициальное название Кольцевой.
12 сентября 2019 года состоялась первая обкатка модернизированного состава 81-717/714 на линии от станции «Технопарк» до станции «Яшнабад».
6 июня 2020 года строительство первого участка линии было завершено, а 30 августа он был введён в эксплуатацию.
17 декабря 2020 года строящейся линии было официально присвоено название в честь 30-летия независимости Узбекистана.
24 марта 2023 года, по окончании строительства участка из пяти новых станций протяжённостью около 7,7 км «Куйлюк» — «Курувчилар», началось техническое испытание, а 25 апреля данный участок был введён в строй.
9 августа 2023 года правительство Узбекистана официально утвердило названия станций (ранее станции имели временное числовое обозначение).
11 марта 2024 года был открыт участок из двух новых станций протяжённостью около 3,6 км «Курувчилар» — «Кипчак», тем самым сомкнув линию с Чиланзарской линией, где появилась пересадка на станцию «Чинор».

## Хронология пусков
| Участок                 | Дата пуска           | Длина, км | Кол-во станций |
| ----------------------- | -------------------- | --------- | -------------- |
| «Технопарк» — «Куйлюк»  | 30 августа 2020 года | 11        | 7              |
| «Куйлюк» — «Курувчилар» | 25 апреля 2023 года  | 7.7       | 5              |
| «Курувчилар» — «Кипчак» | 11 марта 2024 года   | 3.6       | 2              |
|                         | Всего:               | 22,3 км   | 14 станций     |

## Пересадки
| # | Пересадка на линию   | На станцию |
| - | -------------------- | ---------- |
| 1 | Чиланзарская линия   | Чинор      |
| 2 | Узбекистанская линия | Дустлик    |

## Подвижной состав
В сентябре 2019 года, к открытию первого участка линии в Ташкент было привезено пять новых четырёхвагонных составов 81-765.5/766.5/767.5. В общей сложности для этой линии планировалось приобрести 45 соответствующих составов.

## Галерея
- Строительство опор эстакады
- Станция «Технопарк» в первый день работы, 30 августа 2020 года
- Вид на эстакаду